# (1943) Антерос
(1943) Антерос (др.-греч. Αντέρως) — околоземный астероид из группы Амура (I), который был открыт 13 марта 1973 года американским астрономом Джеймсом Гибсоном в обсерватории El Leoncito в Аргентине и назван в честь Антероса, бога отрицания любви в древнегреческой мифологии.

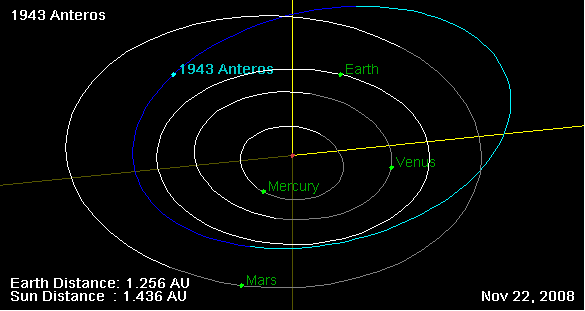
Орбита астероида Антерос и его положение в Солнечной системе

В 1992 году рассматривался как потенциальная цель для полёта космического аппарата «NEAR Shoemaker», но в связи с незначительными размерами Антероса предпочтение было отдано астероиду (433) Эрос
Астероид сближается с орбитой Земли и обращается вокруг Солнца за 1,71 юлианских лет.